# 八木毅
八木 毅（やぎ たけし、1967年1月20日 - ）は、日本の映画監督、特技監督、プロデューサー、作家。
日本映画監督協会会員。

## 来歴
東京都出身で、早稲田大学でシネマ研究会に在籍し、卒業後は円谷プロダクションに入社する。
満田かずほが部長を務める第二制作部に配属され、当初はテレビ番組『ウルトラマンM730』のAD、次いで上海市のアニメスタジオ・タスコを担当して数々のコマーシャルフィルムやゲームなどでAD、として勤務したのちに、平成ウルトラセブンで助監督となる。
1996年に『ムーンスパイラル』（ビデオオリジナル版）でディレクターを担当し、特撮テレビドラマ『ウルトラマンティガ』、『ウルトラマンダイナ』、『ウルトラマンガイア』で助監督を担当する。
1999年に『ウルトラマンガイア』第49話『天使降臨』で、放送作品の監督と特技監督を兼任する。
2000年に映画『ウルトラマンティガ THE FINAL ODYSSEY』でビジュアルエフェクトコーディネーターを担当する。
2003年に『ウルトラQ dark fantasy』でメイン監督となる。
2004年に『SDガンダムフォース』で各話を演出する。
2005年に『ウルトラマンマックス』でメインプロデューサーとして企画を立案し、テレビのウルトラシリーズで初めて最終話の監督と特技監督を担当して最多演出となる8本を監督した。
2007年に『ULTRASEVEN X』でメイン監督と企画・シリーズ構成を兼任した。2007年末に円谷プロから独立する。
2008年に『大決戦!超ウルトラ8兄弟』で、劇場映画を監督し、平成のウルトラマン映画で興行収入が最高額となる。
2009年にWOWOWのドラマWで『都市伝説セピア』を監督する。
2012年3月に女優の天川紗織と結婚する。
2013年に『怪奇大作戦 ミステリー・ファイル』の特技監督を担当し、放送クレジットは特撮技術、脚本表記は特殊技術となる。
2014年に映画『The Sward and the Hairpin』（京都フィルムメイカーズラボ）でプロデューサー、映画『学校の怪談　呪の言霊』で特撮、NHK BSプレミアム『ゴジラの大逆襲〜お前は何者か』で取材とディレクター、をそれぞれ担当する。
2015年に『AKBホラーナイト アドレナリンの夜』を監督する
2016年に『AKBラブナイト 恋工場』を監督する。上海で撮影した日本未公開の中国特撮ドラマで特技監督を担当する。
2017年に新感覚ホラードラマ『霊魔の街』の全話を監督する。
2020年にNHK BSプレミアムで『ゴジラとヒロイン』を演出する。
2021年に立東舎より著書『ウルトラマンマックス 15年目の証言録』『ウルトラマンティガ 25年目の証言録』『ウルトラマンダイナ 25年目の証言録』が刊行された。
2022年8月に４冊目の著書『特撮黄金時代　円谷英二を継ぐもの』が刊行。
12月に東京コミコンで新作『AKARI』の東京コミコンバージョン・パイロット映像を公開。これは北米の株式会社naroのオンラインビデオ講座の中で八木毅が担当する特撮講座から派生した作品である。
2023年5月に5冊目の著書『ULTRASEVEN X 15年目の証言録』を刊行。
7月22日　ファンタジア国際映画祭で新作短編映画『AKARI』のワールドプレミアが行われた。
8月25日 6冊目の著書『実相寺昭雄の冒険 創造と美学』が刊行。

## 監督作品

### 映画
- 大決戦!超ウルトラ8兄弟（2008年）監督・特技監督

### テレビ
◎　パイロット（メイン）監督 ★　シリーズ最多演出 △　最終回担当。太文字の作品は、特技監督兼任。
- ウルトラマンガイア（1998年 - 1999年）51本中1本担当　※監督・特技監督デビュー作品
- ブースカ! ブースカ!!　（1999年 -2000年）38本中1本担当
- ウルトラマンコスモス（2001年 - 2002年）65本中8本、特別編2本担当
- ウルトラQ dark fantasy（2004年）25本中5本担当 ◎★ ※メイン監督
- ウルトラマンネクサス（2004年 - 2005年）38本中4本担当
- ウルトラマンマックス（2005年 - 2006年）40本中9本担当 ★△ ※プロデューサー兼任
- ウルトラマンメビウス（2006年 - 2007年）50本中2本担当
- ULTRASEVEN X（2007年）12本中5本担当 ◎★△　※メイン監督・シリーズ構成兼任
- ドラマW 都市伝説セピア「アイスマン」（2009年、WOWOW）
- AKBホラーナイト アドレナリンの夜（2015年 - 2016年、テレビ朝日）※初回はネット配信　再放送からテレビ放映
- AKBラブナイト 恋工場（2016、テレビ朝日）※初回はネット配信　再放送からテレビ放映
- 霊魔の街（2017年、新潟テレビ21）全6話演出
- ゴジラとヒロイン（2020年、NHK）演出

### OV
- ウルトラマンガイア ガイアよ再び（2001年）
- ムーンスパイラル（1996年）4本中1本担当 ※ディレクター公式デビュー作品

パイロット版
- 『AKARI』(2022年）現在進行中のnaroのプロジェクト。監督脚本を担当。2023年7月22日、カナダ『ファンタジア国際映画祭』で招待作品としてインターナショナルプレミアが行われた。

## 著書
- ウルトラマンマックス 15年目の証言録（2021年、立東舎） - 監修・編著
- ウルトラマンティガ 25年目の証言録（2021年、立東舎） - 監修・編著
- ウルトラマンダイナ 25年目の証言録（2021年、立東舎） - 監修・編著
- 特撮黄金時代　円谷英二を継ぐもの（2022年、立東舎） - 監修・編著
- ULTRASEVEN X 15年目の証言録（2023年、立東舎） - 監修・編著
- 実相寺昭雄の冒険 創造と美学（2023年、立東舎） - 著

## 監督以外の作品
- ウルトラセブン・太陽エネルギー作戦、地球星人の大地（1994）助監督
- ムーンスパイラル (1996)ディレクター
- ウルトラマンティガ（1996)助監督
- ウルトラマンダイナ（1997)助監督
- ウルトラマンガイア（1998)助監督→監督
- ウルトラマンティガ THE FINAL ODYSSEY（2000年、映画） - ビジュアルエフェクトコーディネーター
- SDガンダムフォース（2004年、第36話・第41話） - 演出（アニメーション）
- 怪奇大作戦 ミステリー・ファイル（2013年、NHK BSプレミアム） - 特撮技術（第2話・第3話・第4話）
- ゴジラの大逆襲〜お前は何者か（2014年、NHK BSプレミアム） - 取材・ディレクター
- 学校の怪談 呪いの言霊（2014年、映画） - 監督補（特撮担当）
- The Sward and the Hairpin（2014、映画） - プロデューサー